# 올림픽 인도네시아 선수단
올림픽 인도네시아 선수단은 인도네시아를 대표하여 올림픽에 참가하는 선수단이다. 인도네시아는 1952년 올림픽에 처음 참가한 이후, 신흥세력대회 논란으로 인한 1964년과 미국 주도의 보이콧으로 인한 1980년을 제외하고는 매년 하계올림픽에 선수단을 파견해 왔다. 인도네시아는 아직 동계올림픽에 참가하지 않고 있다. 인도네시아가 동계올림픽에 참가하지 못하는 이유는 자국 영토 내에 동계스포츠를 위한 체육시설이 부족하기 때문이다.
인도네시아 국가 올림픽 위원회는 1946년에 창설되어 1952년에 승인되었다.
2020년 기준 인도네시아 선수들은 배드민턴 21개, 역도 15개, 양궁 1개 등 총 37개의 메달을 획득했다. 동남아 국가 중 인도네시아는 종합 메달 수 1위(37개), 금메달 수 8개로 2위(금메달 10개)를 보유한 태국에 이어 2위다.
궁수 릴리 한다야니, 누르피트리야나 사이만, 구수마 와르다니는 1988년 서울 올림픽 여자 단체전에서 공화국 최초의 포디움 피니시(podium finish)인 은메달을 획득했다. 예비 부부인 수지 수잔티(Susi Susanti)와 앨런 부디쿠스마(Alan Budikusuma)는 1992년 바르셀로나 올림픽 배드민턴 여자 단식과 남자 단식에서 각각 인도네시아 최초로 두 개의 금메달을 획득했다. 1992년 바르셀로나 대회는 인도네시아가 금메달 2개를 획득한 유일한 대회이기도 했다. 그 이후 인도네시아는 2012년 런던 올림픽을 제외하고 배드민턴 부문에서 모든 하계 올림픽에서 단일 금메달을 획득했다.
이 나라의 가장 최근 금메달리스트는 배드민턴 여자 복식 종목에서 우승한 그레이시아 폴리이(Greysia Polii)와 아프리야니 라하유(Apriyani Rahayu)이다. 이들의 승리로 인도네시아는 중국에 이어 배드민턴 5개 종목 모두에서 올림픽에서 금메달을 획득한 두 번째 국가가 되었다. 33세 356일의 나이로 폴리이는 또한 올림픽 금메달을 딴 최고령 여성 배드민턴 선수가 되었다.

## 같이 보기
- 올림픽
- 패럴림픽
- 분류:인도네시아의 올림픽 참가 선수